# 雷纳托·帕伦博
雷纳托·帕伦博（1963年7月27日—），意大利指挥家。
帕伦博完成基础教育之后，曾学习歌唱、钢琴、作曲、指挥。16岁时，他曾登台指挥海顿的《特蕾西亚弥撒曲》。1981年，他首次指挥歌剧，演绎威尔第《游吟诗人》。1989年至1994年，帕伦博出任伊斯坦布尔歌剧院音乐总监。1993年至1998年，他是开普敦歌剧院首席指挥。1992年至1999年间，他一直是澳门国际音乐节的音乐总监兼首席指挥。
2006年，帕伦博出任柏林德意志歌劇院首席指挥。在柏林德意志歌劇院，他与剧院经理关系不佳，观众对他的指挥不满意而喝倒彩。2007年，帕伦博辞去了首席指挥一职。
1995年6月2日，意大利总统授予帕伦博意大利共和国骑士勋章。